# Kirby (Vermont)
Kirby es un pueblo ubicado en el condado de Caledonia en el estado estadounidense de Vermont. En el año 2010 tenía una población de 493 habitantes y una densidad poblacional de 7,79 personas por km².

## Geografía
Kirby se encuentra ubicado en las coordenadas 44°31′11″N 71°55′48″O / 44.51972, -71.93000.

## Demografía
Según la Oficina del Censo en 2000 los ingresos medios por hogar en la localidad eran de $37,917 y los ingresos medios por familia eran $43,333. Los hombres tenían unos ingresos medios de $27,778 frente a los $22,500 para las mujeres. La renta per cápita para la localidad era de $16,675. Alrededor del 15.3% de la población estaban por debajo del umbral de pobreza.